# Apodemus rusiges
Il topo selvatico del Kashmir (Apodemus rusiges  Miller, 1913) è un roditore della famiglia dei Muridi diffuso nel Subcontinente indiano.

## Descrizione
Roditore di piccole dimensioni, con la lunghezza della testa e del corpo tra 83 e 107 mm, la lunghezza della coda tra 91 e 120 mm, la lunghezza del piede tra 21 e 24 mm, la lunghezza delle orecchie tra 15 e 19 mm.

Le parti superiori sono grigio-brunastre scure. Le parti inferiori sono bianco-grigiastre. I piedi sono biancastri. La coda è più lunga della testa e del corpo, scura sopra e più chiara sotto. Le femmine hanno un paio di mammelle pettorali e 2 paia inguinali..

## Biologia

### Comportamento
È una specie fossoria e notturna.

### Alimentazione
Si nutre di parti vegetali ed occasionalmente di insetti.

### Riproduzione
Si riproduce in primavera ed estate. Le femmine danno alla luce 3-9 piccoli alla volta.

## Distribuzione e habitat
Questa specie è diffusa nel Pakistan nord-orientale e nel territorio indiano dello Jammu e Kashmir.
Vive nelle foreste montane, arbusteti, praterie all'interno di zone rocciose, boscaglie sub-alpine e foreste di conifere tra 1.980 e 3.350 metri di altitudine.

## Conservazione
La IUCN Red List, considerato il vasto areale e la popolazione numerosa, classifica A.rusiges come specie a rischio minimo (Least Concern).